# Le Condottière (Georges Perec)
Le Condottière est un roman de style polar de Georges Perec publié en 2012 aux éditions du Seuil. L'auteur égara le manuscrit en 1966 pendant un déménagement. Retrouvé en 1992, dix ans après sa mort, l'ouvrage resurgit en 2012 à l'occasion des trente ans de la mort de Georges Perec. Celui-ci le considérait comme son « premier roman abouti ».
Le roman raconte l'histoire d'un faussaire d'art appelé Gaspard Winckler qui essaye inlassablement de réaliser un faux Condottiere, tableau de 1475 d'Antonello de Messine. Il le fait pour le compte d'un certain Anatole Madera qu'il assassine pourtant dès les premières phrases. Le roman explore ensuite tous les mobiles possibles de ce meurtre dont l'un est l'incapacité du faussaire à rivaliser avec le peintre italien.

## Genèse
Georges Perec travailla à la rédaction de ce roman de 1957 à 1960, faisant suite à deux essais littéraires précédent, à savoir Les Errants, rédigé en 1955 et dont le manuscrit est perdu, et L'Attentat de Sarajevo, rédigé en 1957, qui fut refusé à la publication (retrouvé, il a été publié en 2016).
Le manuscrit, dans une première version beaucoup plus longue, est d'abord intitulée La Nuit puis Gaspard, puis enfin Gaspard pas mort. Pendant la rédaction, Perec écrit à son ami Jacques Lederer :
« Gaspard se précise, s'éparpille, se retroupe, fourmille d'idées, de sensations, de sentiments, de phantasmes (sic) nouveaux. »

## Tentative de publication
Georges Perec, alors inconnu, envoie le manuscrit aux éditions du Seuil qui le refusent. Il envoie alors en mai 1959 une version remaniée à Gallimard qui, par le biais de Georges Lambrichs, accepte de la faire passer par un comité de lecture et accorde à l'auteur un à-valoir de 75 000 anciens francs. Un an et demi plus tard, le refus tombe :
« On a trouvé le sujet intéressant et intelligemment traité, mais il semble que trop de maladresses et de bavardages aient braqué plusieurs lecteurs. Et même quelques jeux de mots, par exemple :  Un bon Titien vaut mieux que deux Ribera.  »
Dépité, Perec range son histoire dans ses tiroirs. Il explique ce choix à son ami Jacques Lederer en décembre 1960 :
« Quant au Condottière, merde pour celui qui le lira. Le laisse où il est, pour l’instant du moins. Le reprendrai dans dix ans, époque où ça donnera un chef-d’œuvre, ou bien attendrai dans ma tombe qu’un exégète fidèle le retrouve dans une vieille malle t’ayant appartenu et le publie. »

## Perte du manuscrit
Six ans plus tard, en décembre 1966, Perec déménage et par mégarde jette ses manuscrits qu'il ne retrouvera jamais. Il pense alors l'histoire du Condottière perdue à jamais.
Il meurt en 1982 et dix ans plus tard, David Bellos, biographe de Perec,  retrouve une copie carbone du tapuscrit chez un ancien ami de Georges Perec.

## Publication
Le roman est alors publié dans la collection de « La Librairie du XXIe siècle » dirigée par Maurice Olender, l'ouvrage étant édité par Claude Burgelin qui écrit la préface et déclare au sujet de l'œuvre :
« On a un matériau narratif à la fois brut et sophistiqué […], un sac de nœuds qui a désarçonné les premiers lecteurs. Mais ces ficelles qui sortent de partout, on est aujourd'hui à même de les tirer : elles nous conduisent vers toute la suite de l'œuvre. »
Le 1er mars 2012, trente ans presque jour pour jour après le décès de Perec (3 mars 1982), les éditions du Seuil publient Le Condottière en France, en Belgique et en Suisse.
En 2013, sort la traduction en allemand, sous le titre Der Condottiere (trad. de Jürgen Ritte, Carl Hanser Verlag) ; puis en 2014, en anglais sous le titre Portrait of a Man: Le "Condottière" (trad. de David Bellos, MacLehose Press), mais aussi en portugais (O Condottiere, chez Sextante), en espagnol, etc.